# Ломовка (верхний приток Мокши)
Ломовка (Ломов) — река в Пензенской области России, левый приток Мокши (бассейн Волги). Устье реки находится в 532 км по левому берегу реки Мокша. Длина реки составляет 74 км, площадь бассейна — 1330 км².
Высота истока — 245,8 м над уровнем моря. Высота устья — 137 м над уровнем моря.
На реке Ломовке стоят село Верхний Ломов и город Нижний Ломов.

## Притоки (км от устья)
- 11 км: ручей Старая Нявка (лв)
- 30 км: река Нор-Ломовка (лв)
- 33 км: река Вязовка (лв)
- 38 км: река Муравка (пр)
- 47 км: река Толковка (лв)

## Название
Название реки Ломов отмечено в 1571 году в росписи «Мещерских сторож». Название реки русские поселенцы восприняли от слов народа коми «льом-ва», что в переводе на русский означает «черемуха-вода», то есть речка с зарослями черемухи по её берегам.
Существует также другая версия происхождения названия реки. По ней имя Ломовке дал её бурный характер.

## Данные водного реестра
По данным государственного водного реестра России относится к Окскому бассейновому округу, водохозяйственный участок реки — Мокша от истока до водомерного поста города Темников, речной подбассейн реки — Мокша. Речной бассейн реки — Ока.
Код объекта в государственном водном реестре — 09010200112110000027070.